# Diogmites intactus
Diogmites intactus är en tvåvingeart som först beskrevs av Christian Rudolph Wilhelm Wiedemann 1828.  Diogmites intactus ingår i släktet Diogmites och familjen rovflugor. Inga underarter finns listade i Catalogue of Life.